# Caroline Croo
Caroline Croo (Gent, 28 januari 1963) is een Belgisch Vlaams-nationalistisch politica voor de N-VA.

## Levensloop
Croo werd in 1988 licentiaat in de tandheelkunde aan de Universiteit Gent en behaalde er in 2010 een postgraduaat in de orale implantologie. Ze ging aan de slag als zelfstandig tandarts en werkte van 1988 tot 2013 eveneens als kliniekassistente in de praktijk van een maxillofaciaal chirurg. Sinds 2017 is ze als docente verbonden aan de opleiding van mondhygiënisten aan de Arteveldehogeschool in Gent en tevens werd ze in het UZ Gent medewerker op de dienst reconstructieve tandheelkunde.
Ook werd Croo bestuurslid van zelfstandigenorganisatie Unizo en effectief lid van de Provinciale Geneeskundige Commissie Oost-Vlaanderen en de profielencommissie tandheelkundigen van het RIZIV.
Net als haar echtgenoot Erwin Van Heesvelde, schepen van Melle, werd Croo politiek actief voor N-VA. Bij de verkiezingen van mei 2014 stond ze als tweede opvolgster op de N-VA-lijst voor het Vlaams Parlement in de kieskring Oost-Vlaanderen. Nadat Elke Sleurs in oktober 2014 ontslag nam als parlementslid om staatssecretaris in de federale regering te worden, volgde Croo haar op in het Vlaams Parlement, waar ze lid was van de commissie Welzijn, Volksgezondheid, Gezin en Armoedebestrijding. In februari 2017 nam Elke Sleurs ontslag als staatssecretaris, waardoor ze terugkeerde naar het Vlaams Parlement en Croo het parlement moest verlaten.